# Stemphylium symphyti
Stemphylium symphyti är en svampart som beskrevs av E.G. Simmons 2004. Stemphylium symphyti ingår i släktet Stemphylium och familjen Pleosporaceae.   Inga underarter finns listade i Catalogue of Life.